# Pupplay

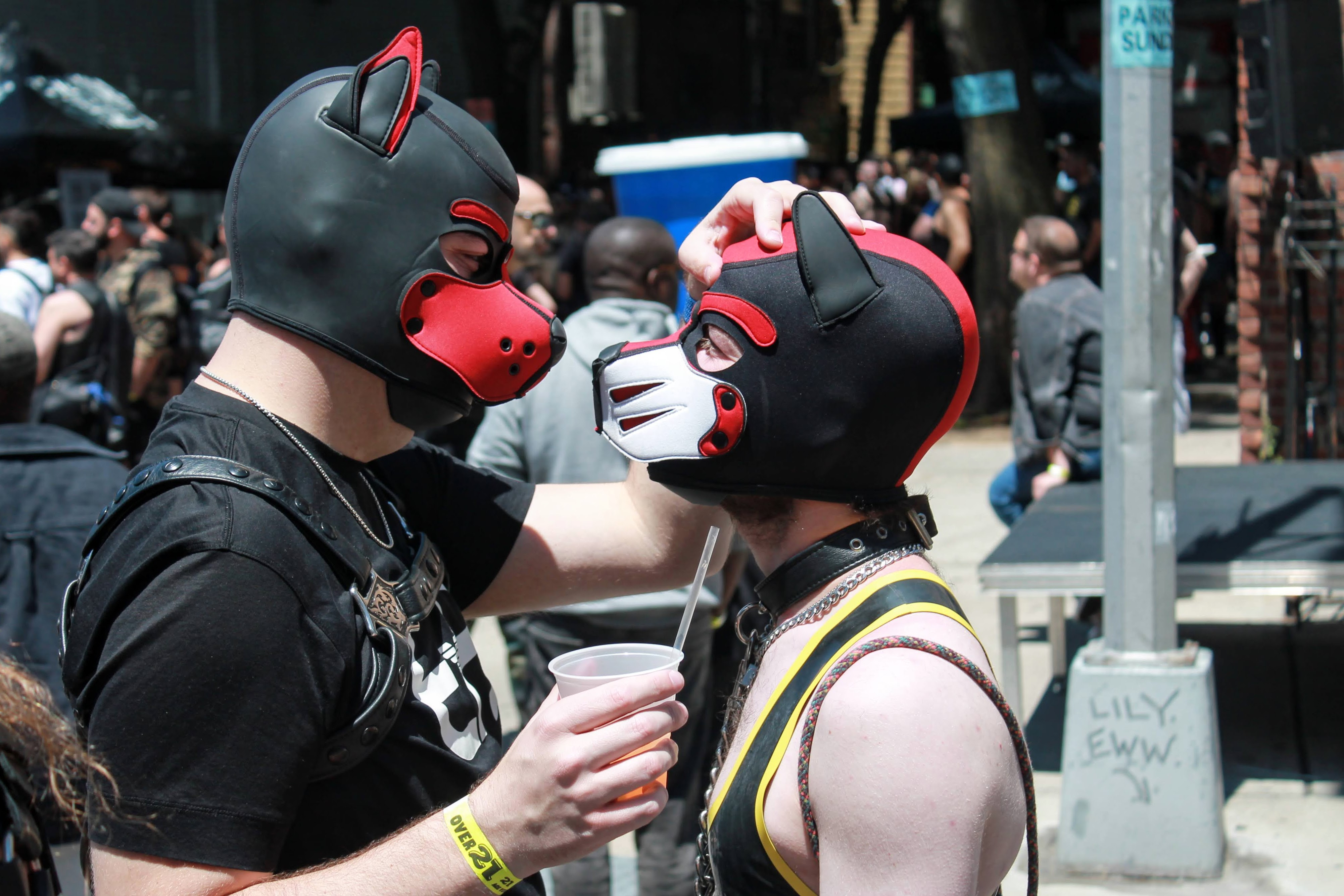
Zwei Puppys auf der Folsom Street Fair 2022

Pupplay, auch Puppyplay oder Human Pupplay (zu deutsch menschliches Hundespielen), bezeichnet ein erotisches Rollenspiel, bei dem hundeähnliche Verhaltensweisen nachgeahmt werden. Es ist eine Unterkategorie des Petplays und stammt ursprünglich aus dem BDSM-Bereich.
Teilnehmende nutzen Pupplay entweder als sexuellen Fetisch oder als Ausdruck sozialer Nähe und Zugehörigkeit, auch wenn klare Grenzen in der Szene nicht existieren. Diese Form des Rollenspiels wird zunehmend als „sozio-sexuelle Aktivität“ bzw. als „postmoderne Subkultur“ eingeordnet.
Pupplay wird hauptsächlich in Westeuropa praktiziert und der größte Anteil der Beteiligten ist homosexuell. Echte Tiere sind bei Pupplay nicht beteiligt; für diese sexuelle Präferenz siehe Zoophilie.

## Geschichte

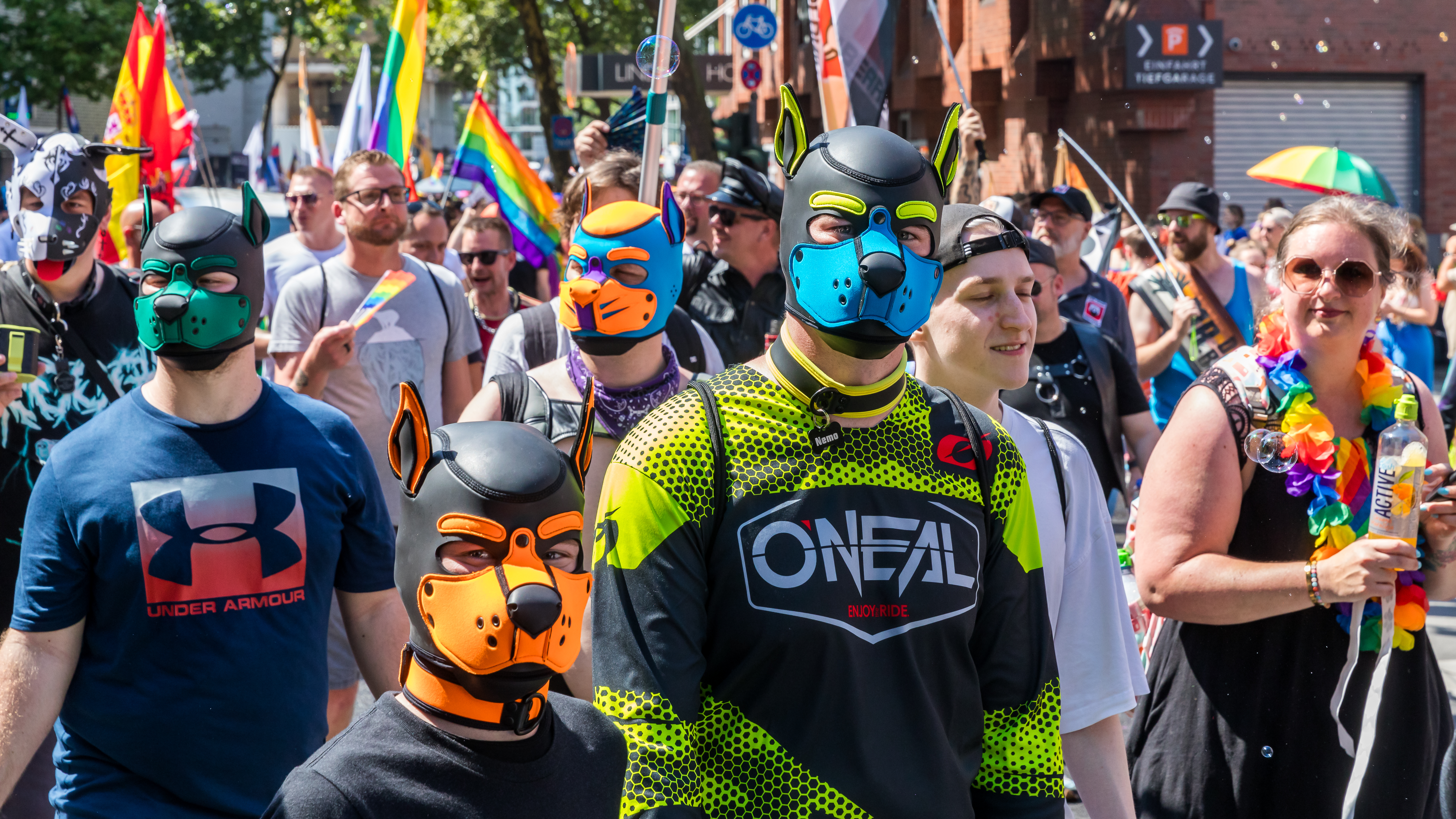
Puppys auf der ColognePride 2024

Der Ursprung lässt sich überwiegend auf das Ende des Zweiten Weltkrieges in der USA zurückführen. Durch die damalige Einstufung von Homosexualität als Krankheit und der anhaltenden Diskriminierung durch alle Gesellschaftsschichten hindurch, schlossen sich homosexuelle Soldaten zusammen und bildeten innerhalb der Kasernen queere Gruppen, deren vertraute Gemeinschaften den Soldaten Sicherheit boten. Vor allem der Lederfetisch entstand aus diesen Gruppierungen, die ein zunehmend dominantes Erscheinungsbild entwickelten. 
Dort gab es erfahrenere „Sirs“, die unerfahrene „Boys“ dominierten, ihnen Lektionen im Verhalten beibrachten und sie in der Szene begleiteten. In diesem Konstrukt waren Strafen (engl. punishments) beliebt, um gewünschte Reaktionen zu trainieren und gleichzeitig Druck auszuüben. Eine davon beinhaltete das Niederknien auf alle Vieren in Kombination mit dem Verbot des Sprechens und der Nahrungsaufnahme vom Boden. Auf ein solch hundeähnelndes Verhalten reduziert zu werden, brachte eine reizvolle Demütigung mit sich, dessen Kontrolle ausschließlich beim dominanten „Sir“ lag. Diese Strafe hat sich in weiterer Entwicklung unter dem Namen Pupplay in eine ganz eigene Ausführung von dominant-submissiven Beziehungen verwandelt. Sie weist aber auch heute noch enge Verbindungen in die Lederszene, beispielsweise über die Wahl von Ledermasken oder sonstigen Lederaccessoires, auf.

### Puppy Pride Flagge

Aktuelles Flaggendesign

Die ursprüngliche Puppy Pride Flagge von Jeff Hull besaß sieben Streifen und einen von Scott Stevenson entworfenen roten Dobermann-Kopf in der Mitte. Die Wahl der Hunderasse des abgebildeten Kopfes war jedoch umstritten, da sich viele durch sie nicht mit der Flagge identifizieren konnten und sie als nicht neutrale Repräsentation der Community sahen.
Im aktuellen Design, entworfen von Kirk „Brue“ Pierce, erinnern die neun in blau, weiß und schwarz gefärbten Streifen an die Leather Pride Flag von Tony DeBlase (vgl. Lederszene). Auffallend ist der mittlere, einzige breitere weiße Streifen, der die Vielfältigkeit der Puppy-Community bildlich darstellen soll.
| Farben     | PANTONE-Farbsystem | CMYK-Farbcode | RGB-Farbcode  |
| ---------- | ------------------ | ------------- | ------------- |
| Königsblau | Reflex Blue 2X     | 100,73,0,2    | 23,23,150     |
| Rot        | 1788 2X            | 0, 84, 88, 0  | 235, 38, 41   |
| Schwarz    | Black 6 2X         | 0, 0, 0, 100  | 0, 0, 0       |
| Weiß       | n/a                | 0, 0, 0, 0    | 255, 255, 255 |

Alle Streifen wurden zusätzlich 30° diagonal nach rechts unten positioniert, um an die „Boy Flag“ von Keith P. zu erinnern. Der rote Dobermann-Kopf des alten Designs wurde von Pierce schließlich durch einen roten Knochen ersetzt. Pierce wollte dabei ein Symbol verwenden, welches international erkennbar sowie auffällig sei, neutral wirke und niemanden in der Community ausschließe.
Die Puppy-Pride Flagge wurde im Mai 2011 von „Pup Flip Gray“ veröffentlicht, unterliegt der Public Domain und damit keinem Urheberrecht.

## Verhaltensweise

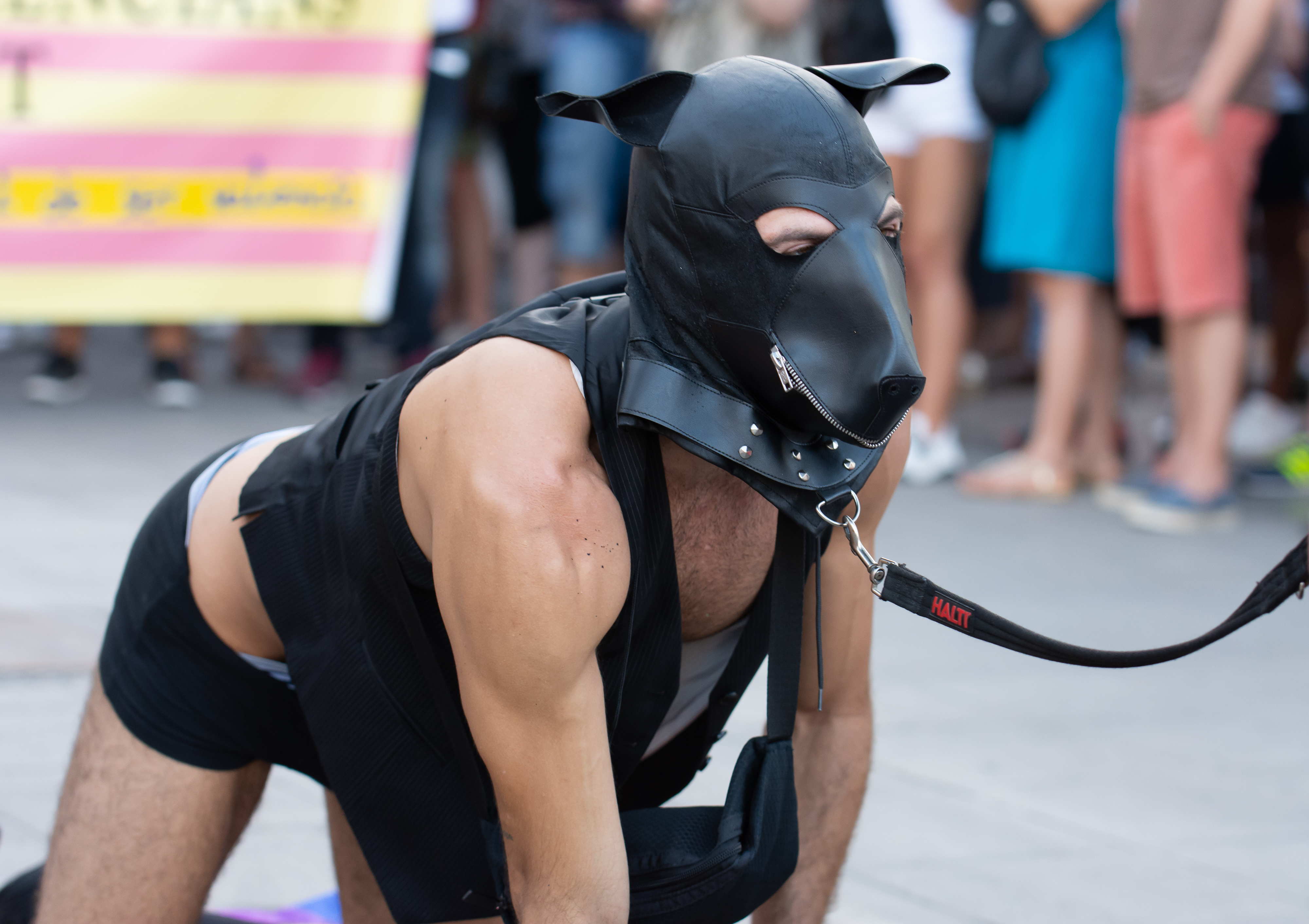
Ein Puppy auf allen Vieren, angeleint

Die Grundidee ist das gedankliche Hineinfinden in eine Hundefigur, die alltägliche Gedanken, soziale Normen und Pflichten ausblendet und spielerische Leichtigkeit hervorruft. Dieses Hineinversetzen wird oftmals als „Headspace“ (dt. Kopfraum, ugs. freier Kopf), bezeichnet. Er wird ggf. auch mit dem Wunsch zurück in die Kindheit verbunden oder als Ausgleich zwischen stressbehafteter Arbeitsumgebung und spielerischem Hundeverhalten verwendet.
Beispiele für typische non-sexuelle Verhaltensweisen in der Rolle eines Puppys sind das Apportieren, das Ausführen von Befehlen, das Herumtollen, teilweise schnelle Emotionsänderungen sowie das Spielen untereinander.
Es ist durchaus möglich, dass Pupplayer dieser ausgedachten Figur neue Eigenschaften zuschreiben und sie als zweite Persönlichkeit wahrnehmen (engl. pup identity). Extreme Ausmaße weisen eventuell auf eine dissoziative Identitätsstörung hin.

### Bezugspersonen
Pupplay kann alleine oder mit mehreren Teilnehmern praktiziert werden, die untereinander auch verschiedene Rollen wahrnehmen können. Es ist üblich, mit allen Beteiligten im Vorhinein individuelle Regeln sowie ein Safeword festzulegen, um die Sicherheit aller zu gewährleisten. Generell ist Pupplay auf Einvernehmlichkeit nach dem Prinzip Safe, Sane, Consensual angewiesen.
Die wichtigsten ergänzenden Rollen für einen Puppy sind, wenn vorhanden, „Owner“ (Herrchen), „Trainer“ und „Handler“ (Betreuer). Der Owner ist der Besitzer des Puppys und ergreift aktiv die Kontrolle über ihn. Es ist nicht unüblich, dass durch dieses hohe Vertrauen eine emotionale Beziehung auch außerhalb des Pupplays entsteht. Ein Trainer kümmert sich um das spielerische Beibringen von Tricks und einfachen Kunststücken. Ein Handler wiederum füllt die Lücke zwischen Owner und Trainer und übernimmt die Verantwortung des Puppys bspw. durch an der Leine führen. Puppys ohne feste Bezugspersonen nennt man in der Szene auch „Stray“ (Streuner), da sie praktisch „frei“ in ihrer Person sind und uneingeschränkt ihre Rolle ausleben können.
Vergleichbar mit der Gemeinschaft von Wölfen existieren im Pupplay Zusammenschlüsse von mehreren Beteiligten, die in der Szene als Rudel bezeichnet werden. Dabei kann es auch eine hierarchische Rangordnung geben, bei der der Titel Alpha der Ranghöchste ist.

### Einflüsse auf Menschen mit Autismus
Menschen mit Autismus unterliegen gesellschaftlichen Vorurteilen, die durch Homosexualität möglicherweise negativ verstärkt werden. Eine Studie von 2023 untersuchte die Auswirkungen von Pupplay auf Autisten und kam zum Entschluss, dass viele stigmatisierte Berührungspunkte beim Pupplay wegfallen. Der Austausch mit anderen Teilnehmern findet bei Pupplay zu einem großen Teil online über soziale Medien statt, was autistischen Personen ein Kennenlernen und Einfinden innerhalb der Community erleichtern kann. Die Maske sorgt für eine Gleichstellung unter allen Teilnehmern, da lediglich die Augenpartien Einblicke auf Emotionen geben. Bei Reizempfindlichkeit kann optional jene Ausrüstung getragen werden, die Seh- und/oder Hörvermögen einschränkt.

## Zubehör

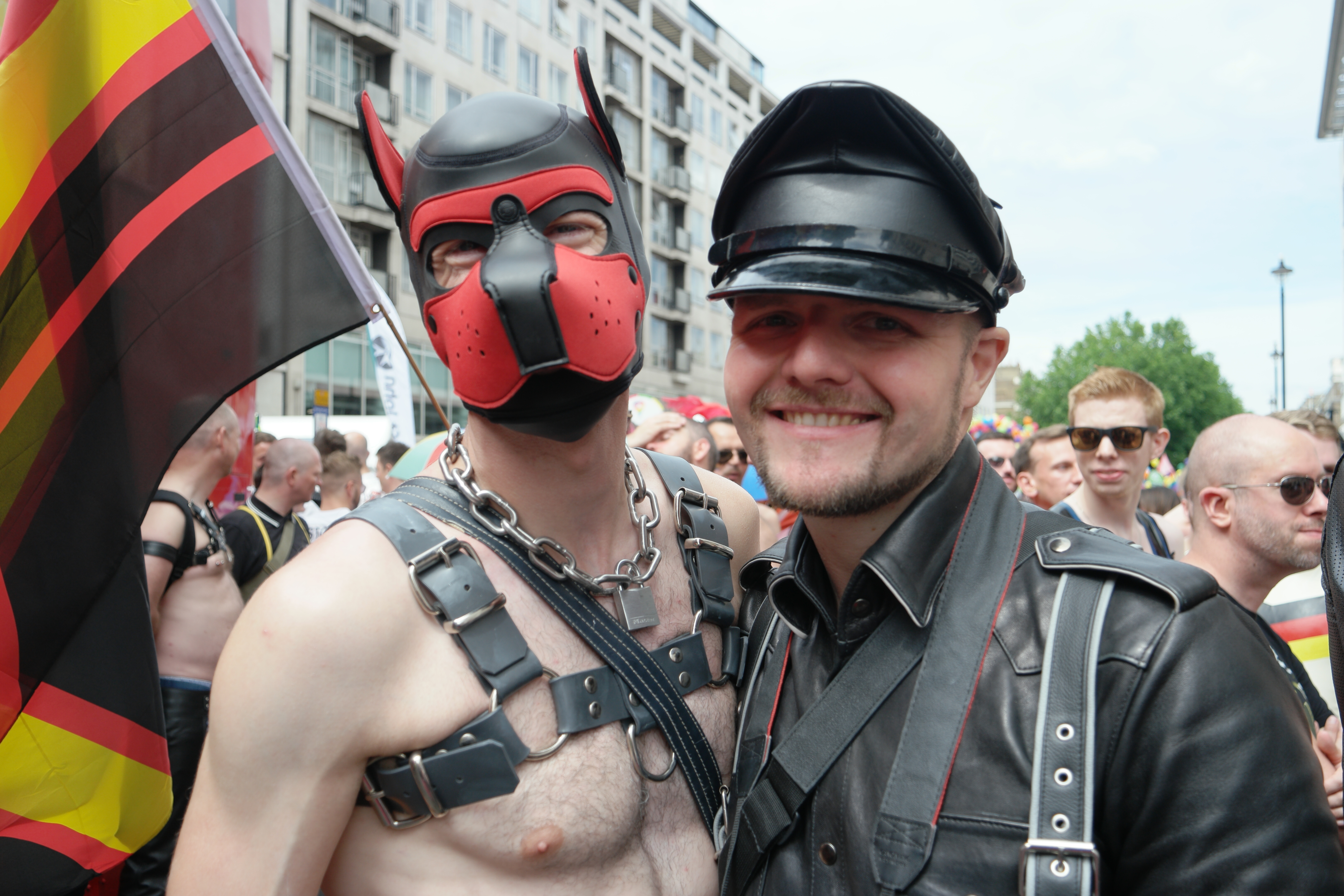
Ein Puppy mit Brustgeschirr neben einem Ledermann auf der London Pride 2017

Der auffallendste Teil der optionalen Ausrüstung ist die „Hood“ (Maske), meist bestehend aus Neopren oder Leder, die getragen wird, um bezogen auf Ohren und Schnauze einem Hund zu ähneln. Zusätzlich wird dadurch die – in der Rolle generell gleichgültige – Identität der Person gewahrt, denn neben Auslässen für Mund, Nase und Augen umschließt diese Art von Maske den gesamten Kopf.
Dazu kommen schützende Gegenstände wie z. B. umschließende Schoner für die Hände, die bei anhaltender Gewichtsverlagerung auf alle Vieren Verletzungen minimieren. Echtes Hundezubehör kann verwendet werden, um der Rolle einen noch realistischeren Kontext zu bieten.
Pupplay kann auch mit anderen Fetischen kombiniert ausgeübt werden. So bezeichnen sich manche als „Rubberdogs“, also Puppys mit einem Gummifetisch, oder auch „Slavepuppies“, also BDSM-Sklaven, die zusätzlich Pupplay ausleben.

## Stigmatisierung

### Wiederholte Verstöße gegen das Vermummungsverbot in Deutschland
Im Jahr 2018 wurde den Mitgliedern der Pupplay-Community das Tragen von Masken auf dem CSD in Essen mit Verweis auf das Vermummungsverbot durch die Polizei verboten. Nachdem dieses Vorgehen öffentlich kritisiert wurde, stellten die Abgeordneten Arndt Klocke und Josefine Paul der Fraktion Bündnis 90/Die Grünen eine Kleine Anfrage an die Landesregierung Nordrhein-Westfalen. CDU-Innenminister Herbert Reul beantwortete diese Anfrage und räumte ein, dass eine „Aufforderung, das Tragen der Masken zu unterlassen, [...] demnach nicht erfolgen [hätte] dürfen“.
Im Juni 2023 versammelten sich im Rahmen des CSDs in Recklinghausen Pupplayer, denen seitens der Polizei trotz genannter Zusicherung, dass diese Art von kreativer Entfaltung nicht unter das Vermummungsverbot falle, das Tragen von Masken erneut verboten wurde. Nach öffentlicher Kritik entschuldigte sich die Polizei über eine Pressemitteilung und versicherte, dass man „den Einsatz nachbereiten und Einsatzkräfte für zukünftige Versammlungen sensibilisieren“ werde. Als Reaktion darauf stellten diesmal die Abgeordneten Christina Kampmann, Lisa-Kristin Kapteinat, Elisabeth Müller-Witt und Frank Müller der Fraktion SPD eine Kleine Anfrage an die Landesregierung von Nordrhein-Westfalen. In der Antwort heißt es, die nach § 17 Abs. 1 VersG NRW für ein Verbot von Maskierungen notwendige Absicht der Identitätsverschleierung sei nicht gegeben gewesen und von den zuständigen Einsatzkräften nicht geprüft worden.